# Pommereuil
Pommereuil ist eine französische Gemeinde mit 779 Einwohnern (Stand 1. Januar 2022) im Département Nord in der Region Hauts-de-France. Sie gehört zum Arrondissement Cambrai und ist Mitglied im Gemeindeverband Caudrésis et Catésis.  Die Bewohner nennen sich Pommereullois und Pommereulloises.

## Geografie
Die Gemeinde Pommereuil liegt im Regionalen Naturpark Avesnois, 27 Kilometer südöstlich von Cambrai. Die Gemeinde grenzt im Norden an Forest-en-Cambrésis, im Osten an Ors, im Süden an Bazuel und im Westen an Le Cateau-Cambrésis.
Die ehemalige Route nationale 359 verbindet Pommereuil mit Le Cateau-Cambrésis und Landrecies. Der nächste Bahnhof befindet sich in Le Cateau-Cambrésis. Von dort aus führt eine Buslinie 337 über Pommereuil nach Mazinghien.

## Bevölkerungsentwicklung
| Jahr                       | 1962 | 1968 | 1975 | 1982 | 1990 | 1999 | 2006 | 2013 | 2020 |
| Einwohner                  | 730  | 701  | 756  | 707  | 752  | 717  | 742  | 782  | 778  |
| Quellen: Cassini und INSEE |      |      |      |      |      |      |      |      |      |

## Sehenswürdigkeiten

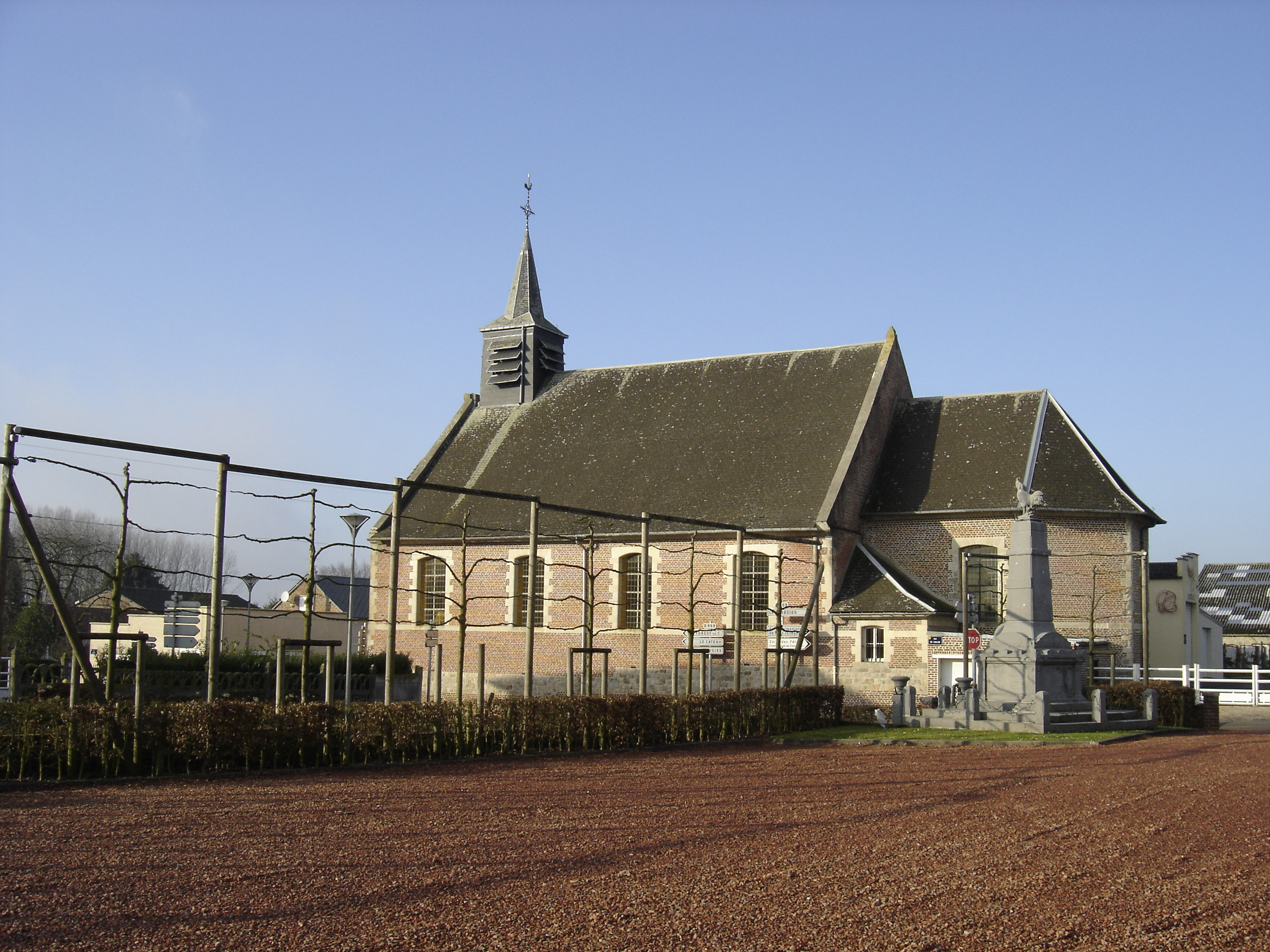
Kirche Saint-Michel
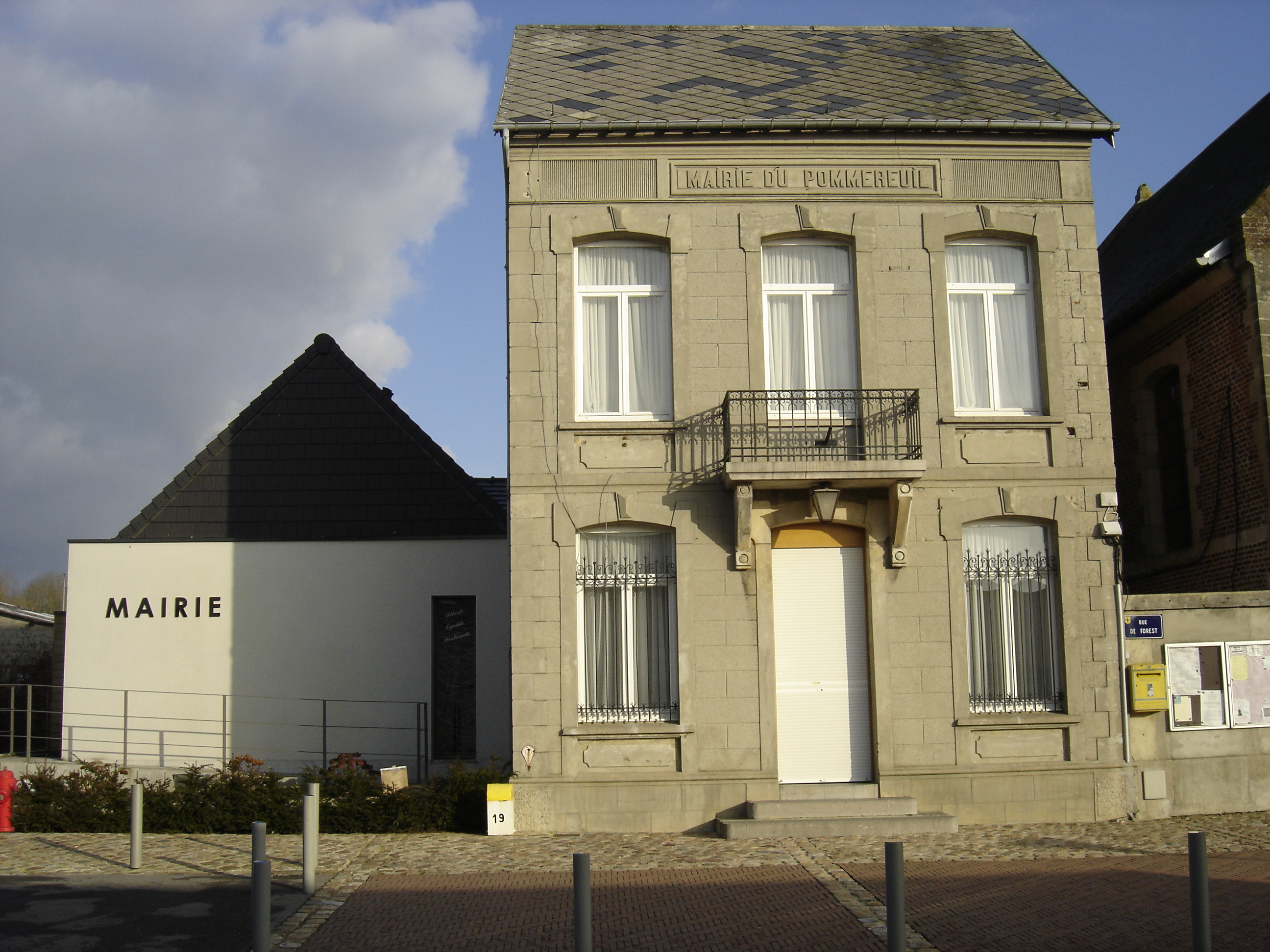
Mairie Pommereuil
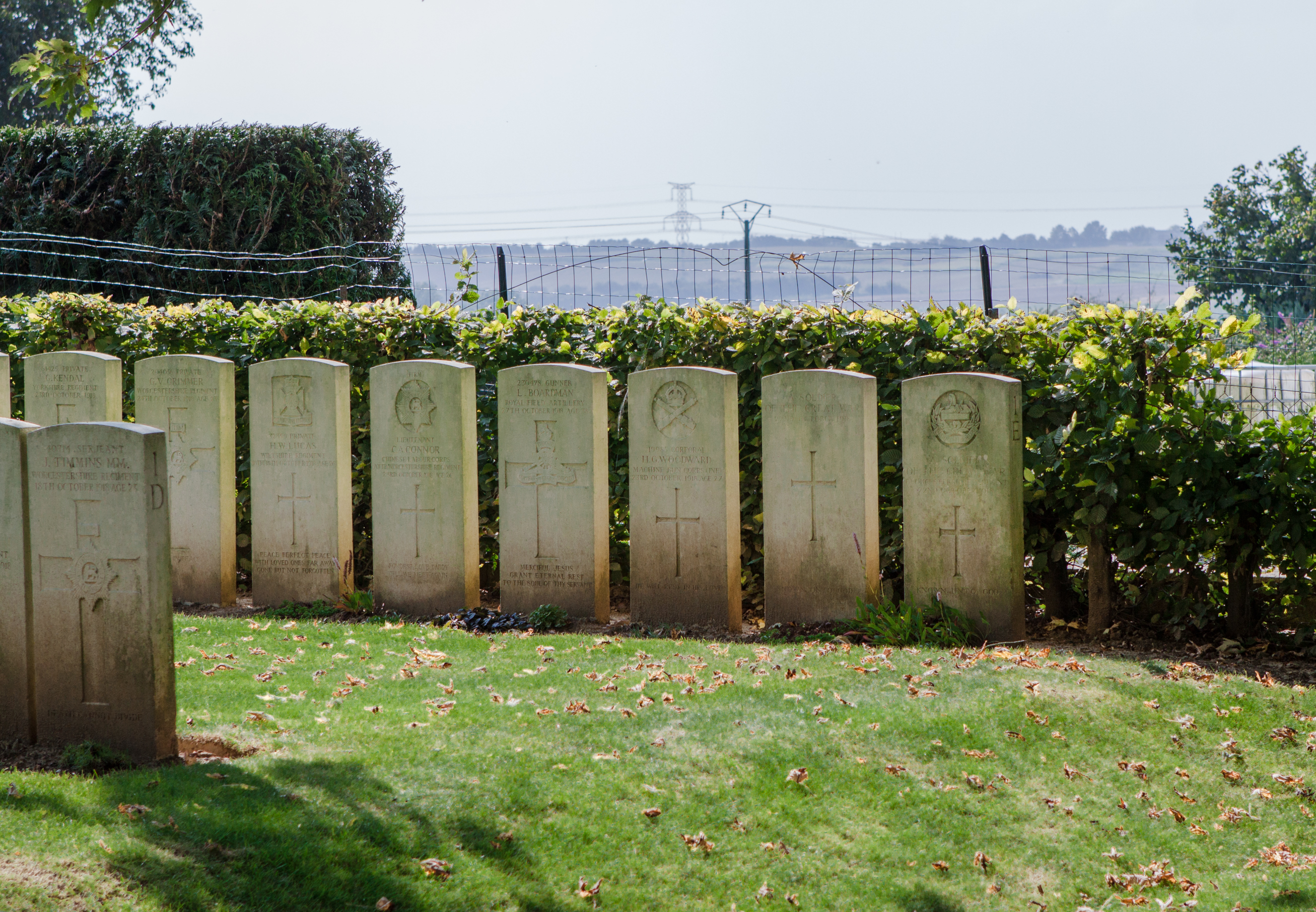
Commonwealth-Soldatenfriedhof
- Gefallenendenkmal

- Kirche Saint-Michel
- Mairie Pommereuil
- Commonwealth-Soldatenfriedhof